# Incendiary Blonde
Incendiary Blonde é um filme estadunidense de 1945, do gênero drama musical, dirigido por George Marshall e estrelado por Betty Hutton e Arturo de Córdova. Trata-se da biografia de Texas Guinan, famosa cantora de cabarés das primeiras décadas do século XX, que também foi atriz da Broadway e Hollywood. Entre os números musicais, destaca-se a clássica It Had to Be You, composta por Isham Jones e Gus Kahn em 1924, presente em Casablanca, Annie Hall e vários outros filmes.
Incendiary Blonde recebeu uma indicação ao Oscar, na categoria de Melhor Trilha Sonora.
Segundo Ken Wlaschin, este é um dos dez melhores filmes de Betty Hutton.

## Sinopse
A vida de Texas Guinan, desde sua infância pobre no Texas, até tornar-se conhecida como "A Rainha dos Night Clubs" (também o título de seu primeiro filme). Com sua língua ferina e atitude desafiadora, ela tornou-se conhecida como cantora de vaudeville nos anos 1910 e atriz de teatro e cinema na década seguinte. Um casamento fracassado, porém, pôs sua carreira abaixo. Com a chegada da Grande Depressão, ela abriu vários clubes noturnos, onde vendia bebida alcoólica contrabandeada e enfrentava as constantes batidas da polícia, que sempre a conduziam à prisão. Foi assim que ganhou seu famoso epíteto.

## Elenco
| Ator/Atriz        | Personagem    |
| ----------------- | ------------- |
| Betty Hutton      | Texas Guinan  |
| Arturo de Córdova | Bill Romero   |
| Charles Ruggles   | Cherokee Jim  |
| Albert Dekker     | Joe Cadden    |
| Barry Fitzgerald  | Mike Guinan   |
| Mary Philips      | Bessie Guinan |
| Bill Goodwin      | Tim Callahan  |
| Eduardo Ciannelli | Nick, o Grego |

## Principais premiações
| Prêmio | Categoria                            | Situação |
| ------ | ------------------------------------ | -------- |
| Oscar  | Melhor Trilha Sonora (filme musical) | Indicado |